# Schlegels Gaststätte Gröden (Brandenburg)
Schlegels Gaststätte ist ein unter Denkmalschutz stehendes Gasthaus mit einer dazugehörigen Kelleranlage in der Schraden-Gemeinde Gröden im südbrandenburgischen Landkreis Elbe-Elster. Hier ist es in der Ortrander Straße unweit der Grödener Sparkasse zu finden. Im örtlichen Denkmalverzeichnis ist es unter der Erfassungsnummer 09135399 verzeichnet.

## Baubeschreibung und Geschichte
Bei dem Bauwerk handelt es sich um ein eingeschossiges Gebäude mit Krüppelwalmdach. Die Entstehung wird inschriftlich auf das Jahr 1830 datiert.
Das bis in die Gegenwart betriebene Gasthaus geht auf eine im Jahre 1830 vom Grödener Karl Weise mit sämtlichen Gebäuden und Ländereien erworbene Schankwirtschaft zurück und ist seither im Familienbesitz. Karl Weises Sohn Theodor Weise übernahm im Jahre 1904 die Gastwirtschaft und betrieb sie bis 1949. In jenem Jahre gab er diese seinem Schwiegersohn Hans Schlegel in Pacht und vererbte sie schließlich im Jahre 1962 an seine Tochter Johanna Schlegel, geb. Weise. In der Zeit 1977 bis 1999 wurde die Gaststätte von ihrem Sohn Claus Schlegel († 1999) betrieben. Seit seinem Tod wird das Haus von dessen Witwe Ingrid und ihrer Tochter Kerstin Händel bis in die Gegenwart weiter geführt.
Weitere Baudenkmäler in Gröden sind die Martinskirche, das einstige Wohnhaus und Atelier des als Schradenmaler bekannt gewordenen Professor Hans Nadler, ein örtliches Gefallenendenkmal und das Gebäude des Grödener Kindergartens. Unter Denkmalschutz steht außerdem das Gebäude des einstigen Gasthauses „Rautenstrauchs Erben“.